# Mustelus lenticulatus
Espèce
Répartition géographique
Statut de conservation UICN

 LC  : Préoccupation mineure
Mustelus lenticulatus est une espèce de requins.

## Publication originale
- (en) W.J. Phillipps, « Notes on new fishes from New Zealand », New Zealand Journal of Zoology, J. Sci. Tech., vol. 13, no 4,‎ 1932, p. 226-234